# 도데실벤젠설폰산 나트륨
도데실벤젠설폰산 나트륨(THONYL P-85, Sodium alkylaryl sulfonate)은 탄화수소에 설폰산기 -SO3H가 치환한 화합물이다. 영문영으로는 Dodecylbenzenesulfonic acid, sodium salt이다. 화학식은 C18H29NaO3S; CH3(CH2)11.C6H4SO3Na이다. 대부분 PH농도6.5-9.5 대게 강한 산성을 띄고 있다.
음이온계 계면활성제의 일종으로 알킬기, 아릴기와 설폰산기로 이뤄지는 염을 말한다.